# Nick Thoman

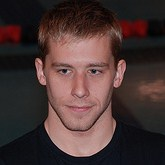
Nick Thoman

Nicholas Brewer „Nick“ Thoman (* 6. März 1986 in Cincinnati, Ohio) ist ein US-amerikanischer Schwimmer, spezialisiert auf das Rückenschwimmen. Bei den Olympischen Sommerspielen 2012 gewann er eine Gold- und eine Silbermedaille.